# شرلی ۵۶۲۴
سیارک ۵۶۲۴ (به انگلیسی: 5624 Shirley، نامگذاری:1991AY1) پنج هزار و ششصد و بیست و چهارمین سیارک کشف شده‌است که در ۱۱ ژانویه ۱۹۹۱ کشف شد.
قدر مطلق سیارک برابر ۱۱٫۸۰ است.